# میاناب
دشت میان اب در شوشتر، میان شاخه‌های گرگر و شطیط رودخانهٔ کارون قرار دارد و نهر داریون نیز از میان آن عبور می‌کند. این دشت را به وسعت چهل هزار هکتار در دوران باستان به شیوه سنتی آبیاری می‌کرده‌اند و باستان شناسان هم‌اکنون در حال مطالعه این مهندسی آبیاری در دوران باستان هستند.